# 139 TCN
Năm 139 TCN là một năm trong lịch Julius. 